# Alexander Dubček
Alexander Dubček (27 novembre 1921 - 7 novembre 1992) est un homme politique tchécoslovaque d'origine slovaque, premier secrétaire du Parti communiste tchécoslovaque en 1968-1969 et, à ce titre, une figure de proue du Printemps de Prague en 1968. Après la Révolution de velours, il occupe de 1989 à 1992 le poste de président du Parlement fédéral de la République fédérale tchèque et slovaque.

## Jeunesse
Alexander Dubček naît à Uhrovec, en Slovaquie, après que ses parents ont quitté Chicago (États-Unis) et regagné la Tchécoslovaquie au printemps 1921. Quand Dubček a trois ans, sa famille rejoint une coopérative industrielle Interhelpo espérantiste en République socialiste soviétique kirghize pour aider à édifier le socialisme mais aussi pour échapper au chômage dans une Tchécoslovaquie durement frappée par la crise. Déçu par l'échec de l'expérience communiste en Kirghizie et soucieux de préserver la santé de ses enfants, Stefan déménage à Gorki en 1933. Enfin, pour échapper à la répression aveugle menée par le régime stalinien ces années-là, Stefan et Alexander Dubček rentrent dans leur pays natal en 1938. Alexander Dubček s'inscrit au parti communiste (clandestin) slovaque, créé après la formation d'un État slovaque, et qui entre en résistance contre le régime de la République slovaque - satellite de l'Allemagne nazie - dirigé par Jozef Tiso. Dès le mois d'août 1944, Dubček combat au sein de l'insurrection nationale slovaque et est blessé le 20 novembre 1944, tandis que son frère Július est tué. En novembre 1945, il épouse Anna Ondrisova, l'amie de jeunesse qui l'a caché et hébergé après sa blessure,.

## Carrière politique

### Ascension vers le pouvoir
Le coup de Prague de 1948 consacre la prise de pouvoir par le Parti communiste tchécoslovaque. Le Parti communiste de Slovaquie (KSS) devient la même année la branche slovaque du Parti communiste tchécoslovaque (KSČ). Dubček gravit progressivement les échelons de la Tchécoslovaquie communiste. Secrétaire de la section de Trenčín en 1949, membre du Comité central slovaque à Bratislava de 1951 à 1955, il est élu en 1951 membre de l'Assemblée législative (Parlement fédéral tchécoslovaque), reliquat démocratique de la Constitution de 1948 qui ne servira jusqu'en 1967 que de tampon-encreur au Parti. En 1953, on lui confie le poste de secrétaire régional de la zone de Banska Bystrica, au centre de la Slovaquie. Cette promotion coïncide avec le décès de Staline et du président tchécoslovaque Klement Gottwald en mars de la même année.
Au début de l'année 1955, Dubček est choisi par le secrétariat à Bratislava pour occuper une des places réservées au Parti au sein de l'École supérieure du Parti à Moscou, où il commence des études d'une durée de trois ans en direction, économie et idéologie et d'où il sort en 1958 avec d'excellents résultats.
À son retour, il est aussitôt nommé secrétaire régional de Bratislava, le plus haut poste de « pouvoir local » que le Parti slovaque peut offrir. Au XIe congrès du Parti communiste slovaque en 1958, il est pour la première fois élu au Comité central du Parti communiste tchécoslovaque et, la même année, réélu à un autre Comité central, celui du Parti slovaque. Il cumule ainsi trois fonctions importantes. La première, à temps plein, correspond à peu près aux tâches qu'il avait assumées à Banska Bystrica. Ses deux fonctions au Comité central relèvent d'un tout autre genre d'activité, car désormais il joue à la fois le législateur et l'administrateur.
En juin 1960, il est élu secrétaire industriel du Comité central du Parti tchécoslovaque, en remplacement de Oldřich Černík. De 1960 à 1968, il est encore une fois membre du Parlement fédéral tchécoslovaque et devient membre du Presidium à partir de 1962.
En 1963, une lutte de pouvoir à la direction de la branche slovaque du Parti, aboutit à l'éviction de Bacílek et Viliam Siroky, alliés conservateurs d'Antonín Novotný, premier secrétaire du KSČ et président de la Tchécoslovaquie. À leur place, une nouvelle génération de communistes slovaques prend le contrôle du Parti et des organes de l'État, menée par Alexander Dubček qui devient premier secrétaire de la branche slovaque du Parti.
Sous la direction de Dubček, la Slovaquie entre dans une période de libéralisation politique. Depuis que Novotný et ses prédécesseurs stalinistes ont dénigré dans les années 1950 les nationalistes slovaques bourgeois, notamment Gustáv Husák et Vladimír Clementis, la branche slovaque du Parti communiste veille à promouvoir l'identité slovaque. Cette promotion s'exprime par des célébrations et des manifestations, par exemple pour les anniversaires de Ľudovít Štúr et Jozef Miloslav Hurban, chantres du renouveau national slovaque au XIXe siècle, pour le centenaire de la fondation Matica slovenská en 1963, ou encore le 20e anniversaire de l'insurrection nationale slovaque. En tant que dirigeant communiste slovaque, Dubček, qui n'a jamais été un fervent nationaliste, se pose en défenseur de la cause slovaque dans les circonstances suivantes : le président et premier secrétaire tchécoslovaque Antonín Novotný, après avoir pris la parole fin aout 1967 au Matica slovenska, haut lieu culturel et scientifique slovaque, encourage son directeur à transférer tous ses dossiers à l'Institut étranger de Prague. Son mépris de la cause slovaque ne peut pas trouver pire expression ; l'affront touche toute la population quand le riche album-cadeau fait à cette occasion à Novotný, est renvoyé dans son emballage à Bratislava. Dubček prend l'insulte à titre personnel et comprend qu'il doit réagir.
À partir du milieu de l'année 1964, Dubček se prononce pour des réformes modérées, courtise les intellectuels, offre aux journalistes une liberté sans précédent. Pour preuve, Juraj Spitzer prend en 1965 la direction de Kultúrny život, revue hebdomadaire de l'Union des écrivains slovaques et, avec l'accord de Dubček, poursuit dans son journal la politique d'indépendance à l'égard de Prague et du Parti, entamée en 1963, et en fait le journal politique le plus iconoclaste et passionnant de toute la Tchécoslovaquie, prônant un socialisme humaniste, dénonçant les erreurs de gestion, rétablissant des faits historiques, etc., dans des articles écrits par des écrivains progressistes ou controversés, slovaques et tchèques mélangés. Même Gustav Husak a voix au chapitre. En conséquence, Kultúrny život devient la première revue slovaque à gagner en notoriété auprès des Tchèques.
Pendant les années 1960, l'économie planifiée est gravement en déclin et le contrôle obligatoire opéré depuis Prague déçoit les communistes locaux tandis que le programme de déstalinisation est une cause supplémentaire d'inquiétude. Dubček autorise en 1965 le Dr Ota Šik à imaginer un nouveau modèle pour relancer l'économie, qui entre en vigueur en janvier 1967, mais qui se révèle au bout de six mois décevant. Au fil de l'année, Dubček rejoint la conviction d'Ota Sik : il ne peut y avoir de véritable réforme économique sans un changement structurel politique du pays, l'économie est politique.
En octobre 1967, nombre de réformateurs, dont Ota Šik et Alexander Dubček, décident d'agir : ils défient le premier secrétaire Antonín Novotný lors d'une réunion du Comité central. Novotný, confronté à la contestation au sein du Comité central, est secrètement invité à Prague par Léonid Brejnev, en décembre 1967, pour qu'il expose son avis. Quand Brejnev arrive à Prague et rencontre les membres du Comité central, il est stupéfait de constater le rejet de Novotný, ce qui l'incite à lui retirer son soutien et ouvre la voie à son éviction. Dubček devient le nouveau premier secrétaire du Parti communiste de Tchécoslovaquie le 5 janvier 1968. La période qui suit la chute de Novotný est nommée Printemps de Prague.

### Printemps de Prague
Durant cette période, Dubček et les autres réformateurs cherchent à libéraliser le gouvernement communiste et à créer un socialisme à visage humain. Bien que ceci limite l'influence du Parti sur le pays, Dubček reste un fervent communiste et manœuvre pour conserver l'autorité du Parti. Cependant, les autres communistes réformateurs et lui tentent de capter le soutien populaire au gouvernement communiste en éliminant les pires et les plus répressives de ses caractéristiques, en autorisant une plus grande liberté d'expression et en tolérant que des organismes politiques et sociaux échappent au contrôle communiste. Il est cependant rapidement débordé par les aspirations de ses concitoyens et notamment de la jeunesse qui, comme en France, réclame une évolution de la société. « Dubček ! Svoboda ! » devient le slogan populaire lors des manifestations étudiantes de cette époque. Pourtant Dubček se met lui-même en situation de plus en plus indéfendable. Le programme de réformes gagne du terrain, menant à des pressions pour une libéralisation et une démocratisation plus poussées. Le 27 juin, plusieurs journaux de Prague publient le manifeste Les Deux Mille Mots — une déclaration de foi rédigée par l'écrivain Ludvík Vaculík et signée par soixante-dix auteurs, artistes, sportifs et autres personnalités publiques — qui soutient Dubček « aussi longtemps que le gouvernement fait ce que nous lui demandons ». Il déclare ne pas vouloir embarrasser ni « faire du tort » à Alexander Dubček mais sa publication rend la position de ce dernier infiniment plus difficile. Après les « Deux Mille Mots », la presse soviétique et des pays alliés intensifie ses attaques contre la Tchécoslovaquie, établissant des comparaisons lourdes de sens entre la situation en Tchécoslovaquie et celle qui prévalait en Hongrie en 1956.
Au même moment, les communistes conservateurs de Tchécoslovaquie et les dirigeants des autres pays du Pacte de Varsovie pressent Dubček de leur donner carte blanche pour intervenir. Bien que Dubček désire superviser le programme des réformes, il refuse de le faire en usant de la manière forte.
Par des négociations successives, les Soviétiques essaient de freiner ou d'arrêter le train de réformes en Tchécoslovaquie. L'Union soviétique consent à des pourparlers bilatéraux avec la Tchécoslovaquie, en juillet à Čierna nad Tisou près de la frontière Slovaquie-Union Soviétique. Lors de la réunion, Dubček tente de convaincre les Soviétiques et les dirigeants des autres pays du Pacte de Varsovie de son amitié indéfectible envers Moscou, arguant que les réformes relèvent de la cuisine intérieure. Il pense avoir beaucoup appris de l'échec de l'insurrection de Budapest en 1956, au cours de laquelle les dirigeants hongrois avaient été jusqu'au retrait du Pacte de Varsovie. Dubček croit que le Kremlin le laissera libre de poursuivre sa réforme interne aussi longtemps que la Tchécoslovaquie reste un membre fidèle du bloc soviétique. En dépit des efforts constants de Dubček pour confirmer ses engagements, Brejnev et les autres restent dubitatifs.

### Destitution
La nuit du 20 au 21 août 1968, les forces du Pacte de Varsovie entrent en Tchécoslovaquie. Les armées d'occupation prennent rapidement le contrôle de Prague et s'emparent du bâtiment du Comité central, amenant Dubček et les autres réformateurs en garde à vue chez les Soviétiques. Avant son arrestation, Dubček presse la population de ne pas résister par les armes. Plus tard dans la journée, les autres réformateurs et lui sont transférés à Moscou dans un avion soviétique de transport de troupes. En dépit de son appel à la résistance non-violente de la population tchèque et slovaque, qui porte à huit mois ferme l'entière perte de contrôle par les forces du Pacte de Varsovie (en démenti de l'estimation soviétique de quatre jours) et devient un premier exemple de défense civile, les réformateurs sont finalement forcés d'accéder aux sommations soviétiques, en signant le Protocole de Moscou (seul František Kriegel (en) refuse de signer). Dubček et la plupart des réformateurs sont renvoyés à Prague et, le 27 août 1968, Dubček intervient à la radio pour parler à la nation de l'accord conclu à Moscou. Il prie le peuple d'accepter la « normalisation » afin que subsiste une chance de « réaliser dans cette nouvelle situation le programme de notre parti communiste tel qu'il a été décidé par nous en janvier, en avril et lors d'autres réunions. »
Les avancées du Printemps de Prague ne sont pas rognées du jour au lendemain et Dubček conserve son poste de premier secrétaire du Parti durant sept mois et demi après l'invasion. Le 16 janvier 1969, Jan Palach, un étudiant en philosophie à l'université Charles de Prague, s'immole par le feu sur la place Venceslas de Prague, pour réclamer l'abolition immédiate de la censure et l'interdiction du journal Zpravy distribué par l'occupant soviétique. Fin janvier, Dubček est hospitalisé à Bratislava, souffrant d'une intense fatigue. Des rumeurs courent, selon lesquelles sa maladie est un empoisonnement par un isotope radioactif du strontium ou une leucémie contractée à Moscou à la suite d'une overdose de rayons X, avec l'intention de l'assassiner. En fait, il est au bord de la dépression nerveuse, épuisé par les efforts des derniers mois, la mort de Palach et l'opposition populaire aux concessions à l'occupant soviétique.
Dubček est forcé de démissionner de son poste de premier secrétaire le 17 avril 1969, déstabilisé par sa faiblesse supposée face aux manifestations de hooliganisme succédant à la victoire à Stockholm de l'équipe tchécoslovaque de hockey sur glace opposée à l'équipe soviétique, le 28 mars 1969.
Il conserve son siège au Présidium et le 28 avril il devient rapporteur (président) de l'Assemblée fédérale tchécoslovaque mais on ne lui offre aucun poste de haute responsabilité. Il passe le triste été de l'année 1969 dans les limbes politiques où il a tout loisir d'observer son successeur, le Dr Husak, mettre systématiquement en pièces les acquis du Printemps de Prague. Pour commémorer le premier anniversaire de l'invasion soviétique, des manifestations de rue et de la résistance passive perturbent la vie du pays du 18 au 23 août 1969 ; la presse écrit qu'après un long interrogatoire des manifestants incarcérés, l'identité du chef de la contre-révolution ne fait plus de doute : c'est Dubček. Il perd son siège au Présidium et est remercié en tant que président de l'Assemblée nationale.
Le 15 décembre 1969, il est désigné comme ambassadeur en Turquie — avec l'espoir sous-jacent qu'il fuira à l'Ouest — et quitte Prague avec son épouse le 25 janvier 1970, soit un an jour pour jour après l'enterrement de Jan Palach. Chaperonné par un Soviétique et surveillé par le troisième secrétaire de son ambassade, il se sent inutile et impuissant. Il ne restera ambassadeur que quelques mois en 1970. En mars 1970, il est suspendu du Parti communiste tchécoslovaque et perd ses sièges au Parlement slovaque (depuis 1964) et à l'Assemblée fédérale.

## Hors de la vie politique
Au retour de sa mission d'ambassadeur en Turquie, Dubček demeure un moment sans emploi. Après son expulsion du Parti, il travaille vingt ans à l'Administration forestière de Slovaquie sous le contrôle constant, agressif et avilissant de la police secrète, la StB. Il garde une grande popularité dans son milieu professionnel, aussi bien parmi les Tchèques que parmi les Slovaques, utilisant sa bonne réputation pour procurer à son milieu de travail de l'équipement rare ou difficile à acquérir. Dubček et sa femme Anna occupent sans discontinuer une villa confortable dans un beau quartier de Bratislava, mais ils sont surveillés, harcelés par la police et boycottés par bon nombre de leurs anciens amis et collègues du Parti. Il découragea lui-même ceux qui entendaient poursuivre leurs relations amicales, affirmant qu'ils risquaient trop gros. À l'automne 1974, il exprime sa frustration dans une longue lettre adressée à l'Assemblée fédérale, protestant contre le harcèlement policier constant dont il est l'objet. Il souligne l'absence de toute démocratie au sein du Parti, ainsi que toute tentative de dialogue. En guise de réponse à sa lettre, la police secrète renforce sa surveillance, ses amis sont interdits de visite et de communication. La fin des années 1970 et le début des années 1980 sont particulièrement pénibles. Toutes les conversations de la famille sont écoutées depuis les maisons voisines, ses belles-filles sont surveillées en maternité, etc.
En 1988, lors de son voyage en Italie, il accorde un entretien publié dans le journal communiste italien L'Unità, ses premières déclarations publiques à la presse depuis 1970. Interrogé sur la perestroïka, il répond : « Elle est indispensable. Je salue son arrivée et je la soutiens, car j'y vois une relation très étroite avec ce qui nous est arrivé voilà vingt ans. Je pense qu'on a perdu du temps. Je pense à tout ce que nous aurions pu accomplir pendant ces années avec le « nouveau cours », ainsi qu'aux avantages qu'en auraient tirés notre pays et le socialisme ». Sa réapparition et l'entrevue l'aident à opérer son retour sur la scène internationale.

## Révolution de velours
Pendant la Révolution de velours de 1989, il soutient le mouvement Société contre la violence (VPN) et le Forum civique. Le soir du 24 novembre 1989, Dubček apparaît avec Václav Havel au balcon dominant la place Venceslas à Prague, où il est accueilli par des applaudissements soutenus émanant des foules de contestataires, et adulé comme un symbole de liberté démocratique. Plusieurs spectateurs scandent même Dubček na hrad ! (Dubček au Château de Prague), l'invitant à la présidence. Il déçoit la foule quelque peu en appelant la révolution à poursuivre le travail qu'il a entamé vingt ans plus tôt, et tait le bilan négatif des gouvernements communistes contemporains ; à cette époque, les manifestants présents à Prague ne soutiennent ni la direction communiste ni l'économie planifiée. Plus tard dans la nuit, Dubček est sur scène avec Havel au théâtre Laterna Magika de Prague, quartier général du Forum civique, quand l'Autorité de direction du parti communiste démissionne en bloc, mettant ainsi fin au rôle des communistes en Tchécoslovaquie. Au moment du renversement de l'Autorité communiste, Dubček définit la Révolution de velours comme une victoire de sa vision d'un socialisme à visage humain.
Dubček est élu Président de l'Assemblée fédérale (Parlement tchécoslovaque) le 28 décembre 1989, et réélu en 1990 et 1992.
En 1992, il devient président du Parti social-démocrate slovaque (SSDS), et représente ce parti à l'Assemblée fédérale. À cette époque, Dubček soutient passivement l'union entre Tchèques et Slovaques à l'intérieur d'une seule fédération, face à la dissolution et la naissance d'un État slovaque indépendant, ce qui s'est finalement produit.

## Mort

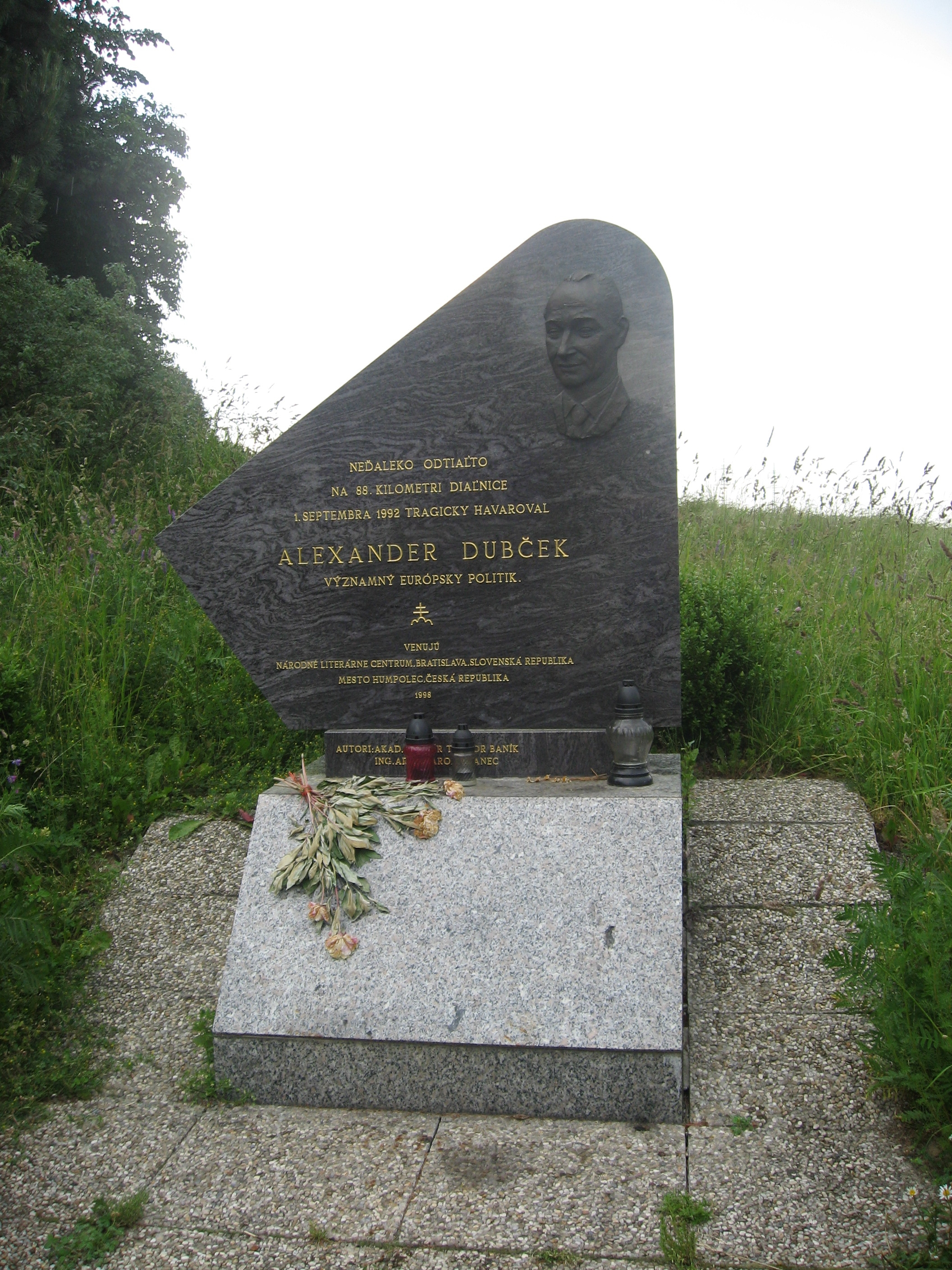
Mémorial de Dubček sur les lieux de l'accident qui lui a coûté la vie.

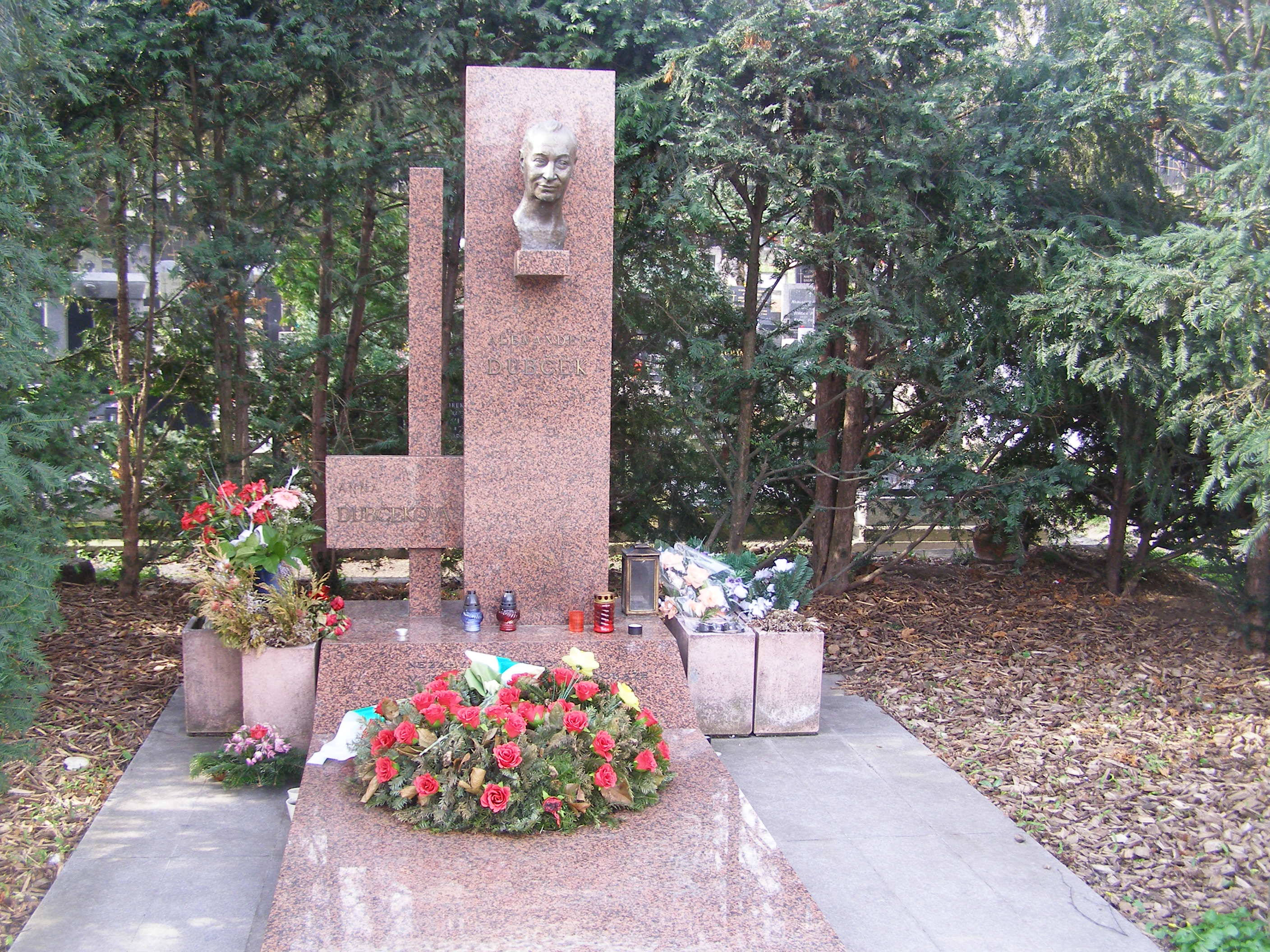
Tombe de Dubček.

Dubček meurt le 7 novembre 1992 à la suite des blessures occasionnées par un accident de voiture survenu le 1er septembre 1992 sur l'autoroute D1 (République tchèque, près de Humpolec),. 

Il est inhumé au cimetière Slávičie údolie de Bratislava, Slovaquie. Son épouse Anna l'avait précédé en 1990.

## Fonctions occupées
1951-1955 et 1960-1968 et 1969-1970 : membre du Parlement tchécoslovaque (ou Assemblée nationale, appelée depuis 1969 Assemblée fédérale) dont il devient, en 1969, le rapporteur.
1955-1968 : membre du Parti communiste slovaque, membre du présidium à partir de 1962, premier secrétaire du Comité central à partir de 1963.
1958-1969 : membre du Parti communiste tchécoslovaque, secrétaire de 1960 à 1962, membre du présidium à partir de 1962, premier secrétaire du Comité central à partir de 1968.
1964-1970 : membre du Parlement slovaque (Comité national slovaque).
1970 : ambassadeur en Turquie.
1989-1992 : membre du parti Société contre la violence (VPN).
1989-1992 : président (rapporteur) du Parlement fédéral tchécoslovaque.
1992 : président du Parti social-démocrate slovaque (SSDS), élu au Parlement.

## Récompenses et honneurs
En 1988, Dubček est autorisé à se rendre en Italie pour devenir docteur honoris causa de l'Université de Bologne.
Le 16 janvier 1990 marque le 21e anniversaire du sacrifice de Jan Palach. Ce même jour Dubček s'envole avec Anna pour recevoir à Strasbourg le Prix Sakharov pour la liberté de l'esprit, qui lui a été attribué en 1989 par le Parlement européen peu de temps avant son retour à la vie publique sur le balcon de la place Venceslas. Il en est le deuxième bénéficiaire depuis la création du prix ,. En 1990, il reçoit l'International humanist Award décerné par l'Union internationale humaniste et éthique.
Il remet aussi les diplômes aux lauréats de la classe 1990 de l'American University à Washington, D.C. ; c'est son premier voyage aux États-Unis .